# Сентраль Эспаньол
«Сентра́ль Эспаньо́л» (исп. Central Español Fútbol Club) — уругвайский футбольный клуб из города Монтевидео. Знаменит своим единственным титулом чемпиона Уругвая, завоёванным в 1984 году — до этого клуб отсутствовал в элите уругвайского футбола в течение 10 лет и после возвращения с ходу стал чемпионом страны.

## История
Клуб был основан в 1905 году как ФК «Сентраль» на базе перешедших игроков из команды «Солис» (по названию улицы в Монтевидео), который, в свою очередь, был основан в 1900 году. Также в образовании клуба приняли игроки «Сорьяно Полидепортиво».
С 1909 по 1953 год команда была участницей Высшего Дивизиона Уругвая (за исключением сезона 1928). «Сентраль» вместе с «Пеньяролем» инициировал создание ФУФ, расколовшей чемпионат Уругвая на два турнира в середине 1920-х годов.
С 1954 по 1970 год (лишь за исключением 1962 года) команда обитала уже во Втором дивизионе Уругвая. В начале 1970-х клуб долго боролся за то, чтобы сохранить место в элите, было произведено даже объединение в 1972 году с клубом «Эспаньол» (Монтевидео), давшее «Сентралю» современное название, но с 1974 года команда вновь отправилась во Второй дивизион.
Затем последовал вышеуказанный всплеск 1984 года, когда «Сентраль Эспаньол» с ходу выиграл чемпионат Уругвая под руководством тренера Либера Ариспе. В 1990-е годы команда вновь стала кочевать из дивизиона в дивизион, и лишь в начале XXI века сумела закрепиться в элите. По итогам сезона 2010/11 команда вновь вылетела во Второй дивизион, который сразу же выиграла и вернулась в элиту.

## Главный соперник
Главным соперником «Сентраля» является географический сосед по Монтевидео — «Мирамар Мисьонес» (класико округа Парк Батлье).

## Достижения
- Чемпион Уругвая (1): 1984
- Чемпион Второго дивизиона (3): 1961, 1983, 2011/12